# Hermann Abert
Hermann Josef Abert (* 25. März 1871 in Stuttgart; † 13. August 1927 ebenda) war ein deutscher Musikhistoriker.

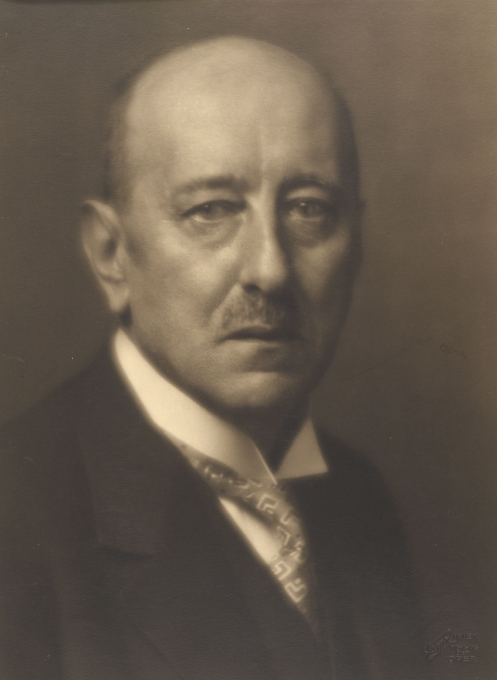
Aufnahme von Georg Fayer (März 1927)

## Leben
Hermann Abert war der Sohn des Stuttgarter Hofkapellmeisters Johann Josef Abert und erhielt seine erste musikalische Ausbildung von diesem.
Er besuchte Gymnasium und Konservatorium in seiner Heimatstadt und diente 1889/90 als Einjährig-Freiwilliger.
Von 1890 bis 1896 studierte Abert klassische Philologie an den Universitäten Tübingen, Berlin und Leipzig. Während seines Studiums in Tübingen trat er der den süddeutschen Liberalismus prägenden Tübinger Studentenverbindung Akademische Gesellschaft Stuttgardia bei. Sein Studium schloss er 1896 in Halle mit einer Arbeit über griechische Musik ab.
In Tübingen wurde er 1897 mit einer Arbeit zur Musikästhetik des klassischen Altertums zum Dr. phil. promoviert.
Die folgenden drei Jahre studierte Abert bis 1900 Musikwissenschaft an der Friedrich-Wilhelms-Universität in Berlin und arbeitete zudem von 1898 bis 1901 als Berliner Musikreferent des Schwäbischen Merkurs.
Im Jahre 1902 habilitierte er sich mit einem Thema über Musikästhetik des Mittelalters an der Universität Halle für das Fach Musikwissenschaft. Seine Antrittsvorlesung hielt er über die Romantik in der Musik.
Das Musikleben der Stadt Halle bereicherte Abert u. a. durch die Wiederbelebung des 1813 abgeschafften Collegium musicum der Universität.
Er veröffentlichte zahlreiche Aufsätze und Monographien zur deutschen Musikgeschichte (Musikanschauung des Mittelalters, 1905), aber auch zu italienischen Opern (Nicolo Jommelli, 1909). Außerdem bearbeitete er historische Partituren, u. a. von Christoph Willibald von Gluck.
Abert blieb als Dozent in Halle und wurde dort 1909 vom Kultusministerium zum ordentlichen Honorarprofessor ernannt und erhielt 1912 an der Universität eine Stellung als außerordentlicher Professor.
Ab 1914 leistete Abert als Hauptmann der Landwehr (Adjutant im Bezirkskommando Schwäbisch Hall) Kriegsdienst (ausgezeichnet mit dem Verdienstkreuz für Kriegshilfe und dem Württembergischen Wilhelmsorden mit Schwertern).
Im Jahre 1917 aus der Armee entlassen, trat Abert massiv dafür ein, dass die Musikwissenschaft in Halle durch ein Ordinariat vertreten würde. Die ordentliche Professur erhielt er 1918 und wechselte mit dieser 1919 an die Universität Heidelberg. Aber schon nach einem Jahr nahm Abert einen Ruf an die Universität Leipzig an und wurde 1920 dort der Nachfolger des Musikwissenschaftlers Hugo Riemann.
Im Jahre 1923 wurde er an die Universität Berlin geholt, da in ihm der passenden Nachfolger von Hermann Kretzschmar gesehen wurde; ebenfalls ein Musikwissenschaftler.
In Berlin wurde Abert 1925 als Mitglied in die Preußische Akademie der Wissenschaften aufgenommen und war damit der erste Musikwissenschaftler, dem diese Ehre widerfuhr. Zudem wurde er Vorsitzender der Preußischen Musikgeschichtlichen Kommission.
Das von Abert unter Mitarbeit von Friedrich Blume, Rudolf Gerber, Hans Hoffmann und Theodor Schwartzkopff herausgegebene Illustrierte Musiklexikon stellte sich 1928 als Plagiat des von Alfred Einstein herausgegebenen (Neues Musiklexikon und Hugo-Riemann-Musiklexikon) heraus.
Abert war seit 1905 mit Anna, geb. Dittenberger, verheiratet. Beide hatten eine Tochter.

## Werke
- Die Lehre vom Ethos in der griechischen Musik. Breitkopf & Härtel, Leipzig 1899 (Dissertation).
- Die ästhetischen Grundsätze der mittelalterlichen Melodiebildung. Eine Studie zur Musikästhetik des Mittelalters. Kaemmerer, Halle 1902 (Habilitationsschrift). Open Access via ViFaMusik
- Robert Schumann. Harmonie-Verlag, Berlin 1903.
- Johann Joseph Abert (1832–1915). Sein Leben und seine Werke. Breitkopf & Härtel, Leipzig 1916; Nachdruck: Pfaehler, Bad Neustadt 1983, ISBN 3-922923-26-7.
- Wolfgang Amadeus Mozart. Eine Biographie. 2 Bände. Breitkopf & Härtel, Leipzig 1919/1921.
- als Hrsg.: Illustriertes Musik-Lexikon. Mitarbeiter: Friedrich Blume, Rudolf Gerber, Hans Hoffmann, Theodor Schwartzkopff. J. Engelhorns Nachf., Stuttgart 1927
- Gesammelte Schriften und Vorträge. Hrsg. von Friedrich Blume. Niemeyer, Halle 1929; Nachdruck: Schneider, Tutzing 1968.